# Hufen (Königsberg)
Hufen war ein nordwestlicher Vorort, ab 1905 ein Stadtteil von Königsberg (Preußen). 

## Name
Die Hufe war ein landwirtschaftliches Flächenmaß. Die Gegend wurde schon 1300 als Huben erwähnt.

## Lage
Hufen lag westlich von Neuroßgarten, nördlich von Kosse (Königsberg) und südlich von Mittelhufen. Die Königsberger Hufen dehnten sich vor dem Steindammer Tor aus und bestanden wesentlich aus Parks und Friedhöfen. Im 17. Jahrhundert gehörte das Stadtdorf Hufen zusammen mit dem Rathshof und der Laak zur Altstadt. Die Schroetter-Karte von 1802 zeigt diese drei Hufen-Stadtteile (Hufen, Vorderhufen und Mittelhufen) noch gänzlich unbebaut und nur aus Wiesen bestehend. Lediglich die Vorderhufen zeigen eine schwache Besiedlung entlang der Straße nach Cranz. Die Hufen wurden erst 1905 nach Königsberg eingemeindet. Auf den Hufen befanden sich an großen Parks der Walter-Simon-Platz und Luisenwahl. Ansonsten gab es das Königliche Hufengymnasium, das Universitätsklinikum und die Psychiatrische Klinik. Hier lagen die Friedhöfe der Altstädtischen Kirche St. Nikolaus, der Tragheimer Kirche, der Neuroßgärter Kirche, des Königsberger Doms und der Steindammer Kirche.

## Geschichte

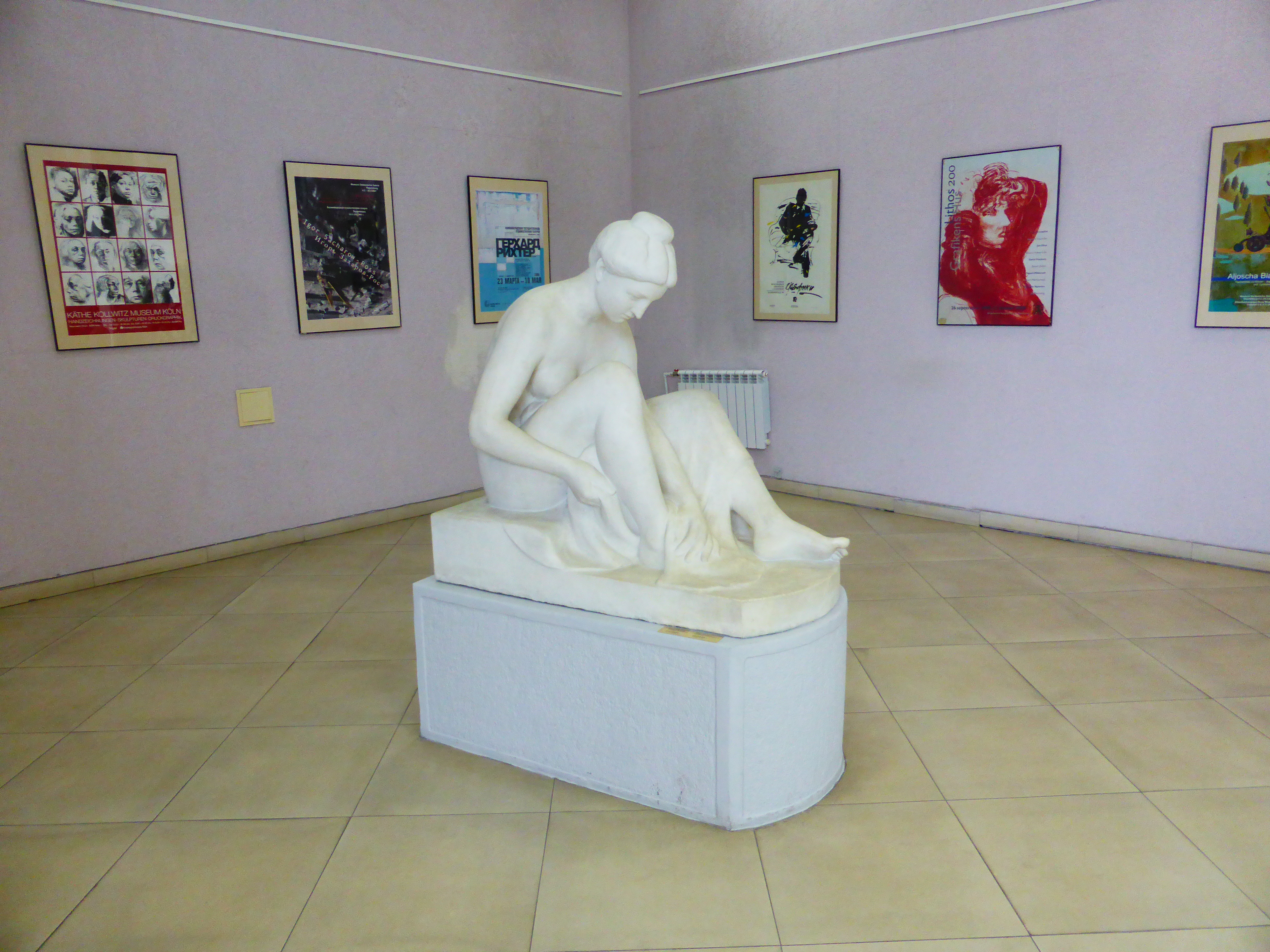
Cauers Badende

Ältester Bewohner war 1710 der altstädtische Wildnisbereiter, der die Kaporner Heide betreute, an der Stelle, wo die Pillauer Landstraße den scharfen Knick nach Süden macht. Die reichen Königsberger zogen im Sommer auf die Huben. Deshalb legte Theodor Gottlieb von Hippel der Ältere 1786 den Bohlenweg an, der die Benutzung des Landweges (der späteren Hufenallee) bis Pojenters Hof auch bei Regen ermöglichte. Als der Weg Anfang des 19. Jahrhunderts verrottete, übernahm ein Bohlenweg-Verein der Villenbesitzer die Pflege. Wo einst der Gelbe Krug stand, lag „Carlsruh“. Im Gartenhäuschen oberhalb der Freigrabenschlucht, der späteren Villa Hufenterrasse, wohnte der Diakon Ehregott Andreas Wasianski, der sorgende Freund Immanuel Kants. 1807 verkaufte Carlsruh Gelände an die Flora, die zu einem so vornehmen Etablissement, dass die Stadt dort 1879 die kaiserliche Familie begrüßte. 1812 wurde der alte Lauenhof zur Villa Conradshof. 1826 brannten sieben Villen nebst Scheunen ab. 1829 wurde eine Chaussee bis Lawsken gebaut. Neben dem Häuschen des Wildnisbereiters – jetzt ein Chausseehaus – befand sich der Krug „Legan“. Inzwischen waren die Vergnügungslokale vom Königsberger Schlossteich hier in den einstigen Villen der Königsberger „Hochfinanz“ zu neuem Leben erwacht. Etablissement Conradshof, Park Villa Nova, Villa Hufenpark, Hufenterrasse, Villa Bella, die spätere Konditorei Amende, Birkenhäuschen, Fortuna, Flora, Drachenfels, Julchenthal und andere. Nur die Villa Kurwowski am Chausseehaus blieb bis zum Abbruch 1911 in privaten Händen. Stadtwärts neben dem Krug Legan wurde 1891 das Panorama erbaut, noch weiter östlich entstand der hölzerne Bau des Zirkus. Walter Simon kaufte 1892 ein Feld gegenüber Villa Nova und schenkte es als Sportplatz der Stadt. Zehn Jahre nach dem Abbruch von Chausseehaus und Legan wurde 1911 ein kleiner Teich – mit Stanislaus Cauers Badender – angelegt. Daneben erbaute Otto Walter Kuckuck das Luisentheater. Nach und nach verschwanden die Etablissements, Wohnblocks entstanden. 1913 wurde die Hufenfreigrabenschlucht eröffnet.